# Namao-Virus
„Namao-Virus“ (englisch „Namao virus“, NV) ist eine vorgeschlagene Spezies (Art) von Riesenviren (NCLDVs) in der Familie Mimiviridae.
NV parasitiert Störe (englisch sturgeons), insbesondere den See-Stör (Acipenser fulvescens) in der kanadischen Provinz Manitoba.

## Beschreibung
Die Virionen (Virusteilchen) von „Namao-Virus“ sind groß (242 bis 262 nm oder mehr) und ikosaedrisch mit  Kapsiden und einem kondensierten stabförmigen Kern.
Es wurden Virusfabriken (englisch virus factories, VFs) im Zytoplasma der Wirtszellen gefunden und das Virus wies einen Tropismus (Vorliebe für einen Infektionsstelle) für die Fischhaut (Integument) auf.

## Genom
Das Genom dieses Virus besteht nach Claverie et al. (2018) möglicherweise aus zwei nicht überlappenden Contigs mit insgesamt 306.448 bp. Allerdings konnten die Autoren nicht mit Sicherheit klären, ob diese beiden Contigs zum selben Virus gehören. Es blieb noch eine – wenn auch unwahrscheinliche – Möglichkeit offen, dass diese Sequenzen früheren Virussequenzen entsprechen, wenn diese ins Fischgenom integriert wurden (wie die zuvor bei anderen Organismen beobachtet wurde).

## Systematik
Analysen zeigten, dass das „Namao-Virus“ zu einer Gruppe epitheliotroper (die Epidermis befallender) Riesenviren gehört, die Störe parasitiert; für diese Gruppe wurde die provisorische Bezeichnung „sNCLDV“ (englisch „sturgeon nucleocytoplasmic large DNA virus“, „Stör-NCLDVs“) vorgeschlagen.
Die Viren dieser Gruppe gehören zur Verwandtschaft der Familie Mimiviridae, die inzwischen vom International Committee on Taxonomy of Viruses (ICTV) als Ordnung Imitervirales eingeführt wurde – aber auch einige, die bisher aufgrund äußerer Ähnlichkeiten den Phycodnaviridae oder Iridoviridae im selben Phylum Nucleocytoviricota (Nucleocytoplasmic large DNA virus, NCLDV) zugerechnet wurden.
Störe sind Wirte für eine Gruppe spezifischer NCLDV, die ursprünglich aufgrund der Morphologie der Virionen in die Familie der Iridoviridae eingeordnet wurden.
Kandidaten sind dies neben dem „Namao-Virus“ insbesondere:
- Spezies: „White sturgeon epivirus“ (veraltet: „White Sturgeon Iridovirus“, WSIV),
 das erste identifizierte Virus dieser fraglichen Gruppe, die früher als Mitglieder der Familie  Iridoviridae klassifiziert wurden. Das Virus wurde in einer nordamerikanischen Fischzuchtanlage für die Aufstockung von Stör-Wildbeständen vom Weißen Stör  (A. transmontanus) isoliert.[9] Das Virus befällt neben dem Weißen Stör in Nordamerika auch den Russischen Stör (A. gueldenstaedtii).[10] Phylogenetische und serologische Erkenntnisse legen nahe, dass die ursprüngliche Zuordnung falsch war. Gegenwärtig (Stand 2018/2023) gibt es laut ICTV und NCBI noch keine neue Klassifizierung.[11][12][13][14][15][16]
- Spezies: „Missouri River sturgeon iridovirus“ (MRSIV)[17]
Das Virus infiziert die Schaufelstöre Scaphirhynchus platorynchus und S. albus.[12] Diese Spezies ähnelt  (englisch resembles) genauso wie „White sturgeon epivirus“ der Gattung Lymphocystivirus (LCDV, Iridoviridae),[12] aber das ist offenbar nur eine Analogie:
- Spezies „Sturgeon iridovirus“ mit den Isolaten PL 1601, 1602, 1603,…, gefunden im Sibirischen Stör in Polen, laut NCBI der Gattung Iridovirus zugeordnet,[18] ist aber laut Magdalena Stachnik et al ein „Mimivirus“ (meint wohl im weiteren Sinn Mitglieder der Familie Mimiviridae, ggd. inkl. Verwandte).[19]
- Spezies „Sturgeon mimivirus YRud-2019“, 2017 von Laurent Bigarré  sowie Y. Rud, Laurane Pallandre und L. Buchatsky im Russischen Stör (Acipenser gueldenstaedtii) in Frankreich gefunden.[20]
- Spezies „Acipenser iridovirus-European“ (AcIV-E)[9]

Der Weiße Schaufelstör (Scaphirhynchus albus) kann allerdings von Frog virus 3 (FV3, Gattung Ranavirus) befallen werden, einem tatsächlichen Mitglied der Iridoviridae.

## Phylogenie
Eine phylogenetische Analyse unter Verwendung des Hauptkapsidproteins (englisch major capsid protein, MCP) von Namao-Virus und von 27 anderen Riesenviren aus dem Phylum der NCLDV ergab 2013, dass „Namao-Virus“ und „White Sturgeon Iridovirus“ (WSIV) eine gemeinsame evolutionäre Vergangenheit haben und Mitglieder der Familie der Mimiviridae oder einer neuen, noch nicht erkannten Virusfamilie aus ihrer Verwandtschaft (d. h. der heutigen Ordnung Imitervirales) sein könnten.
Diese Ergebnisse konnten 2015 dahin gehend ausgedehnt werden, dass die „Stör-NCLDVs“ eine kohäsive taxonomische Gruppe bilden, möglicherweise eine eigene Entwicklungslinie innerhalb der NCLDV.
Sowohl Claverie et al. (2018) als auch Clouthier et al. (2018) sehen im „Namao-Virus“ ein Schwestertaxon zum Cafeteria-roenbergensis-Virus (CroV, Rheavirus sinusmexicani) in der Mimiviridae-Unterfamilie Aliimimivirinae (früher Mimiviridae Gruppe II, Cafeteriaviren).
Damit könnten die „sNCLDV“ entweder selbst zur Mimiviridae-Gruppe II (Aliimimivirinae) gehören, oder neben dieser und der Mimiviridae-Gruppe I  (Unterfamilie Megamimivirinae inklusive Gattung Mimivirus) einer weiteren Mimiviridae-Unterfamilie angehören.
Die im April 2023 vom ICTV veröffentlichte Reorganisation der Imitervirales liegt der Vorschlag von Aylward et al. (2021) zugrunde, in dem auch eine phylogenetischer Baum der Ordnung angegeben ist. Dieser sieht vereinfacht wie folgt aus:
|  | \| \| Aliimimivirinae (Cafeteriaviren: CroV, „Faunusvirus sp.“,[22][23] „Namao-Virus“/sNCLDV) \| \| \| \| \| \| Klosneuvirinae (Klosneuviren: Klosneuvirus, BsV, …) \| \| \| \| |
|  | |
|  | Megamimivirinae (Moumouvirus, Megavirus, Tupanvirus, Cotonvirus) inkl. Mimivirus                                                                                                |
|  | |
|  | Aliimimivirinae (Cafeteriaviren: CroV, „Faunusvirus sp.“, „Namao-Virus“/sNCLDV)                                                                                                 |
|  | |
|  | Klosneuvirinae (Klosneuviren: Klosneuvirus, BsV, …) |
|  | |

|  | Aliimimivirinae (Cafeteriaviren: CroV, „Faunusvirus sp.“, „Namao-Virus“/sNCLDV) |
|  |                                                                                 |
|  | Klosneuvirinae (Klosneuviren: Klosneuvirus, BsV, …)                             |
|  |                                                                                 |

|  | \| \| Aliimimivirinae (Cafeteriaviren: CroV, „Faunusvirus sp.“,[22][23] „Namao-Virus“/sNCLDV) \| \| \| \| \| \| Klosneuvirinae (Klosneuviren: Klosneuvirus, BsV, …) \| \| \| \| |
|  | |
|  | Megamimivirinae (Moumouvirus, Megavirus, Tupanvirus, Cotonvirus) inkl. Mimivirus                                                                                                |
|  | |
|  | Aliimimivirinae (Cafeteriaviren: CroV, „Faunusvirus sp.“, „Namao-Virus“/sNCLDV)                                                                                                 |
|  | |
|  | Klosneuvirinae (Klosneuviren: Klosneuvirus, BsV, …) |
|  | |

|  | Aliimimivirinae (Cafeteriaviren: CroV, „Faunusvirus sp.“, „Namao-Virus“/sNCLDV) |
|  |                                                                                 |
|  | Klosneuvirinae (Klosneuviren: Klosneuvirus, BsV, …)                             |
|  |                                                                                 |

|  | \| \| Aliimimivirinae (Cafeteriaviren: CroV, „Faunusvirus sp.“,[22][23] „Namao-Virus“/sNCLDV) \| \| \| \| \| \| Klosneuvirinae (Klosneuviren: Klosneuvirus, BsV, …) \| \| \| \| |
|  | |
|  | Megamimivirinae (Moumouvirus, Megavirus, Tupanvirus, Cotonvirus) inkl. Mimivirus                                                                                                |
|  | |
|  | Aliimimivirinae (Cafeteriaviren: CroV, „Faunusvirus sp.“, „Namao-Virus“/sNCLDV)                                                                                                 |
|  | |
|  | Klosneuvirinae (Klosneuviren: Klosneuvirus, BsV, …) |
|  | |

|  | Aliimimivirinae (Cafeteriaviren: CroV, „Faunusvirus sp.“, „Namao-Virus“/sNCLDV) |
|  |                                                                                 |
|  | Klosneuvirinae (Klosneuviren: Klosneuvirus, BsV, …)                             |
|  |                                                                                 |

|  | \| \| Aliimimivirinae (Cafeteriaviren: CroV, „Faunusvirus sp.“,[22][23] „Namao-Virus“/sNCLDV) \| \| \| \| \| \| Klosneuvirinae (Klosneuviren: Klosneuvirus, BsV, …) \| \| \| \| |
|  | |
|  | Megamimivirinae (Moumouvirus, Megavirus, Tupanvirus, Cotonvirus) inkl. Mimivirus                                                                                                |
|  | |
|  | Aliimimivirinae (Cafeteriaviren: CroV, „Faunusvirus sp.“, „Namao-Virus“/sNCLDV)                                                                                                 |
|  | |
|  | Klosneuvirinae (Klosneuviren: Klosneuvirus, BsV, …) |
|  | |

|  | Aliimimivirinae (Cafeteriaviren: CroV, „Faunusvirus sp.“, „Namao-Virus“/sNCLDV) |
|  |                                                                                 |
|  | Klosneuvirinae (Klosneuviren: Klosneuvirus, BsV, …)                             |
|  |                                                                                 |

|  | \| \| Aliimimivirinae (Cafeteriaviren: CroV, „Faunusvirus sp.“,[22][23] „Namao-Virus“/sNCLDV) \| \| \| \| \| \| Klosneuvirinae (Klosneuviren: Klosneuvirus, BsV, …) \| \| \| \| |
|  | |
|  | Megamimivirinae (Moumouvirus, Megavirus, Tupanvirus, Cotonvirus) inkl. Mimivirus                                                                                                |
|  | |
|  | Aliimimivirinae (Cafeteriaviren: CroV, „Faunusvirus sp.“, „Namao-Virus“/sNCLDV)                                                                                                 |
|  | |
|  | Klosneuvirinae (Klosneuviren: Klosneuvirus, BsV, …) |
|  | |

|  | Aliimimivirinae (Cafeteriaviren: CroV, „Faunusvirus sp.“, „Namao-Virus“/sNCLDV) |
|  |                                                                                 |
|  | Klosneuvirinae (Klosneuviren: Klosneuvirus, BsV, …)                             |
|  |                                                                                 |

|  | \| \| Aliimimivirinae (Cafeteriaviren: CroV, „Faunusvirus sp.“,[22][23] „Namao-Virus“/sNCLDV) \| \| \| \| \| \| Klosneuvirinae (Klosneuviren: Klosneuvirus, BsV, …) \| \| \| \| |
|  | |
|  | Megamimivirinae (Moumouvirus, Megavirus, Tupanvirus, Cotonvirus) inkl. Mimivirus                                                                                                |
|  | |
|  | Aliimimivirinae (Cafeteriaviren: CroV, „Faunusvirus sp.“, „Namao-Virus“/sNCLDV)                                                                                                 |
|  | |
|  | Klosneuvirinae (Klosneuviren: Klosneuvirus, BsV, …) |
|  | |

|  | Aliimimivirinae (Cafeteriaviren: CroV, „Faunusvirus sp.“, „Namao-Virus“/sNCLDV) |
|  |                                                                                 |
|  | Klosneuvirinae (Klosneuviren: Klosneuvirus, BsV, …)                             |
|  |                                                                                 |

|  | \| \| Aliimimivirinae (Cafeteriaviren: CroV, „Faunusvirus sp.“,[22][23] „Namao-Virus“/sNCLDV) \| \| \| \| \| \| Klosneuvirinae (Klosneuviren: Klosneuvirus, BsV, …) \| \| \| \| |
|  | |
|  | Megamimivirinae (Moumouvirus, Megavirus, Tupanvirus, Cotonvirus) inkl. Mimivirus                                                                                                |
|  | |
|  | Aliimimivirinae (Cafeteriaviren: CroV, „Faunusvirus sp.“, „Namao-Virus“/sNCLDV)                                                                                                 |
|  | |
|  | Klosneuvirinae (Klosneuviren: Klosneuvirus, BsV, …) |
|  | |

|  | Aliimimivirinae (Cafeteriaviren: CroV, „Faunusvirus sp.“, „Namao-Virus“/sNCLDV) |
|  |                                                                                 |
|  | Klosneuvirinae (Klosneuviren: Klosneuvirus, BsV, …)                             |
|  |                                                                                 |

|  | \| \| Aliimimivirinae (Cafeteriaviren: CroV, „Faunusvirus sp.“,[22][23] „Namao-Virus“/sNCLDV) \| \| \| \| \| \| Klosneuvirinae (Klosneuviren: Klosneuvirus, BsV, …) \| \| \| \| |
|  | |
|  | Megamimivirinae (Moumouvirus, Megavirus, Tupanvirus, Cotonvirus) inkl. Mimivirus                                                                                                |
|  | |
|  | Aliimimivirinae (Cafeteriaviren: CroV, „Faunusvirus sp.“, „Namao-Virus“/sNCLDV)                                                                                                 |
|  | |
|  | Klosneuvirinae (Klosneuviren: Klosneuvirus, BsV, …) |
|  | |

|  | Aliimimivirinae (Cafeteriaviren: CroV, „Faunusvirus sp.“, „Namao-Virus“/sNCLDV) |
|  |                                                                                 |
|  | Klosneuvirinae (Klosneuviren: Klosneuvirus, BsV, …)                             |
|  |                                                                                 |

Anmerkungen:
- Die mit Nummern bezeichneten Kladen „n“ beinhalten derzeit (Stand Ende April 2023) noch keine vom ICTV bestätigten Mitglieder.
- In der obigen Darstellung bilden die Familien Allo-, Schizo- und Mesomimiviridae nun doch eine gemeinsame große Klade (entsprechend der früheren Bezeichnung „Mimiviridae Gruppe III“).
- Laut ICTV ist die Gattung Mimivirus keiner Unterfamilie zugeordnet.[2] Im phylogenetischen Baum vom Vorschlag Aylward et al. (2021) ist sie aber als Schwestergattung der Megamimivirinae-Gattung Cotonvirus dargestellt und andere Gattungen wie Tupanvirus stehen in der Unterfamilie basaler.